# Brendan Harris
Pour les articles homonymes, voir Harris.
Brendan Michael Harris (né le 26 août 1980 à Albany, New York, États-Unis) est un joueur d'avant-champ ayant joué dans les Ligues majeures de baseball de 2004 à 2013.

## Carrière
Brendan Harris est un choix de cinquième ronde des Cubs de Chicago en 2001. Il fait ses débuts dans le baseball majeur le 6 juillet 2004 avec les Cubs. Après seulement trois matchs joués pour Chicago, il est l'un des huit joueurs impliqués dans une transaction à quatre équipes entre les Cubs, les Expos de Montréal, les Red Sox de Boston et les Twins du Minnesota, échange au cours duquel Nomar Garciaparra et Orlando Cabrera, notamment, changent de club. Harris se retrouve chez les Expos et dispute 20 matchs avec eux en 2004. Il suit la franchise lors de son déménagement à Washington la saison suivante et joue pour les Nationals jusqu'à ce qu'il soit échangé aux Reds de Cincinnati le 13 juillet 2006. 
Harris termine la saison 2006 avec Cincinnati, puis s'aligne avec les Devil Rays de Tampa Bay en 2007. Le joueur de champ intérieur, qui n'a que 52 parties d'expérience dans les majeures depuis 2004, obtient la chance de jouer pour la première fois sur une base régulière avec Tampa. Il évolue surtout à l'arrêt-court mais aussi au deuxième but et frappe pour ,286 de moyenne au bâton avec 12 circuits et 59 points produits en 137 matchs. Le 28 novembre 2007, les Rays cèdent Delmon Young, Jason Pridie et Harris aux Twins du Minnesota pour obtenir Matt Garza et Jason Bartlett.
Harris joue 130 et 123 matchs avec les Twins au cours des saisons 2008 et 2009, respectivement, cette fois partageant son temps entre les positions d'arrêt-court et de joueur de troisième but. Il frappe pour ,265 avec 7 circuits et 49 points produits à sa première année au Minnesota. En 2009, il maintient une moyenne de ,261 avec 6 circuits et 37 points produits. Il joue en Séries de divisions entre les Twins et les Yankees de New York. C'est sa première participation aux séries éliminatoires et, en trois parties, il obtient trois coups sûrs dont un triple et produit un point. Il ne joue que 43 parties de l'équipe du Minnesota en 2010.
Après une année 2011 passée en ligues mineures avec le club-école des Orioles de Baltimore à Norfolk, Harris est mis sous contrat par les Rockies du Colorado le 6 janvier 2012 mais passe toute la saison qui suit dans les mineures à Colorado Springs. Il est mis sous contrat par les Angels de Los Angeles le 14 novembre 2012.